# 파랑까치
파랑까치(Urocissa caerulea)는 까마귀과에 속하는 새이다. 대만에서는 고유종으로 서식하며 높이가 300 ~ 1,200m에 달하는 넓은 숲 지대에 분포한다.
파랑까치의 몸 길이는 63 ~ 68cm, 꼬리 길이는 34 ~ 42cm, 날개 길이는 20cm이고 무게는 254 ~ 260g이다. 파랑까치는 깃털의 대부분이 파란색을 띠고 있으며 머리·목·눈은 검은색, 눈은 노란색, 부리·발은 빨간색, 날개·꼬리 깃털은 하얀색을 띤다. 꼬리깃털은 몸 길이보다 긴 편인데 가운데 꼬리깃털 부분이 가장 긴 편이다. 파랑까치는 잡식성을 띠고 있고 주로 양서류, 곤충, 과일, 작은 조류, 작은 포유류 등을 잡아먹으면서 생활한다.
파랑까치는 3월부터 7월까지 번식하며 일부일처제로 생활한다. 일반적으로 3 ~ 6개의 알을 낳는데 부화에는 16 ~ 18일이 걸린다. 파랑까치의 새끼새는 부화한 지 21 ~ 24일이 지나면 둥지를 떠나서 작은 비행을 시작한다. 파랑까치의 부모새는 둥지 안에서 새끼새를 도와주는 역할을 한다. 파랑까치는 둥지 안에서 침입자가 떠날 때까지 공격하는 강력한 방어 행동을 전개한다. 파랑까치는 가족이 무리지어 생활하는데 숲에서 무리지어 다니는 파랑까치를 본다면 가족일 가능성이 높다.